# Abbaye de Monasteranenagh
L’abbaye de Monasteranenagh (en irlandais : Mainistir an Aonaigh) était une abbaye cistercienne irlandaise située au sud de Limerick.
Fondée en 1148, elle est rapidement au cœur des conflits politiques entre Irlandais et Anglo-Normands ; malgré les péripéties liées à ces antagonismes, elle est prospère aussi bien sur le plan spirituel que matériel.
Après sa dissolution, les moines sont autorisés à rester à l'abbaye ; mais, durant les rébellions des Geraldines du Desmond, des soldats espagnols et irlandais s'étant réfugiés dans ses murs, les Anglais la prennent d'assaut et massacrent la communauté.

## Localisation et toponymie
L'abbaye est située sur la rive gauche, c'est-à-dire méridionale, de la Camogue (en), un affluent de rive droite de la Maigue. La légende associant une foire sur ce site antérieurement à l'abbaye, le monastère prend le nom de Manister an Aonaigh, soit « le monastère de la foire » anglicisé en Monasteranenagh. Son nom latin de Magium vient quant à lui de la rivière Maigue. Les moines, conscients du risque d'inondation de la rivière, choisissent dès le départ d'implanter l'abbaye légèrement en retrait du cours d'eau lui-même, et surtout sur une petite éminence.

## Histoire

### Fondation
L'abbaye est fondée par Toirdhelbach mac Diarmata Ua Briain en 1148. Après la mort de ce dernier, c'est Domnall Mor O'Brien qui se proclame le bienfaiteur de l'abbaye, et c'est probablement ce dernier qui termine le chantier abbatial,.

### Moyen Âge
En 1227, les cisterciens de Monasteranenagh sont impliqués dans la conspiration de Mellifont, une révolte de plusieurs abbayes bernardines irlandaises contre la tutelle anglo-normande. En mesure de rétorsion, la communauté est détachée de la filiation de Mellifont pour être rattachée à celle de Margam, au Pays de Galles. La révolte ne s'arrête pas là, puisque les moines irlandais du monastère chassent les Normands, interdisent la visite canonique d'Étienne de Lexington et fortifient l'abbaye pour se préparer à un siège. En réaction, Étienne de Lexington accuse les moines d'avoir « bu dans le calice de Babylone » et les excommunie. L'évêque de Limerick Hubert de Burgh finit par reprendre l'abbaye et y faire revenir les moines chassés. Les révoltés repentants sont réintégrés et pardonnés. En 1274, le conflit étant apaisé, la filiation initiale à Mellifont est rétablie.
Monasteranenagh est réputé être un des établissements cisterciens les plus riches d'Irlande. En tout cas, sur le plan spirituel, c'est un des plus féconds, fondant cinq abbayes filles directes, celles de Inislounaght, Abbeydorney, Midleton, Holy Cross et d'Abbeyfeale.
Malgré cette prospérité, l'abbaye est lourdement endettée à la fin du XIIIe siècle auprès de banquiers italiens, les Riccardi de Lucques (en), à qui elle doit 209 livres.

### Dissolution
L'abbaye est dissoute en 1539-1540 et attribuée à Osborne Echingham. Comme dans d'autres monastères irlandais, si les propriétés sont saisies, les moins sont toutefois autorisés à rester à l'abbaye. Ils sont peut-être rejoints par d'autres cisterciens chassés des abbayes-filles en 1540-1542,.
En 1579, durant la rébellion des Geraldines, les insurgés espagnols et irlandais se réfugient à l'abbaye. Les Anglais, appuyés par l'artillerie, prennent d'assaut l'abbaye ; selon les récits d'alors, quarante moines dont l'abbé sont exécutés dans le monastère. Cette bataille met fin à la vie monastique à Monasteranenagh.
Henry Wallop (en) hérite en 1585 de l'abbaye, qu'il dépouille de tous ses objets de valeur, laissant les bâtiments à l'abandon.
Le transept sud est réutilisé pour servir de maison d'habitation à partir du XVIe siècle. La tour-clocher qui surplombait la croisée du transept et qui était probablement un ajout des fortifiations de 1227 s'effondre en 1806 ou 1807. Jusque dans les années 1970, l'abbatiale est utilisée comme cimetière.

## Architecture

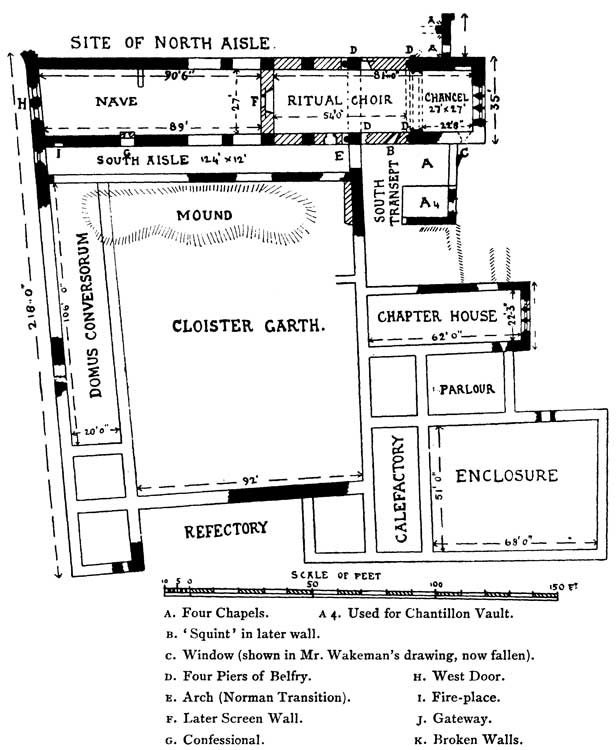
Plan de l'abbaye dressé en 1889 ; les parties en noir représentent les éléments toujours visibles.

### Église abbatiale
L'abbatiale a été construite entre 1170 et 1220. Elle a conservé ses murs latéraux, ses deux pignons et tous les encadrements de ses fenêtres. En revanche, elle n'a plus ni charpente ni voûtes. Elle a également perdus ses bas-côtés et certaines fenêtres ont été murées, notamment les trois lancettes du chevet.
L'église est de style gothique ; néanmoins elle conserve certains éléments voûtés en plein cintre, comme les deux fenêtres percées dans le mur occidental.

### Bâtiments conventuels
La salle capitulaire est de style gothique précoce. Comme le chœur initial de l'église, elle est éclairée par trois lancettes percées dans le mur oriental,.